# معامله (فیلم ۱۹۸۳)
معامله (اسپانیایی: El Arreglo‎) یک فیلم درام آرژانتینی محصول ۱۹۸۳ به کارگردانی فرناندو آیالا و نویسندگی روبرتو کوسا و کارلوس سومیلیانا است. این فیلم در ۱۹ مهٔ ۱۹۸۳ در بوئنوس آیرس به نمایش درآمد. این فیلم همچنین در سیزدهمین جشنواره بین‌المللی فیلم مسکو شرکت کرد و موفق به دریافت دیپلم ویژه شد.